# Melocactus broadwayi
Melocactus broadwayi là một loài thực vật có hoa trong họ Cactaceae. Loài này được (Britton & Rose) A. Berger mô tả khoa học đầu tiên năm 1926.